# Žarko Bulajić
Žarko Bulajić (22 de julho de 1922 em Vilusi, Nikšić, Montenegro – 1 de janeiro de 2009) foi o Presidente do Conselho Executivo da República Socialista do Montenegro de 7 de outubro de 1969 a 6 de maio de 1974.